# ホーム&アウェイ (テレビドラマ)
『ホーム&アウェイ』は、2002年10月7日から同年12月16日までフジテレビジョン系列「月9」枠で、毎週月曜日 21:00 - 21:54に放送された日本のテレビドラマ。主演は中山美穂。全11回。中山美穂最後の月9主演作となった。

## あらすじ
結婚式を1か月後に控える中森かえでは、独身最後の記念にと元同僚の愛原町子・秋葉原りると上海旅行を楽しんでいた。しかし帰国直前、置き忘れた婚約指輪を取りに戻り、かえで一人だけ別の便で帰国する羽目になる。やっとの思いでたどり着いたマンションで自宅に足を踏み入れようとしたところ、隣家の夜逃げ騒動に巻き込まれてしまう。気づいたら北海道の大草原で独りぼっち。財布を車の中へ置き忘れて身動きがとれず、携帯電話を馬に食われたため連絡を取ることもできない。なんとかして帰宅しようとするが、持ち前の優しさと方向音痴が災いし、様々なトラブルに巻き込まれ、日本各地を転々と漂流させられ、家までたどり着けない。果たして結婚式を無事に挙げることができるのか?
一方、東京ではかえでの弟の学、町子、りるがかえでの帰りを待ちわびながらも、留守宅に入り浸って妄想を繰り広げる。かえでは、行く先々で出逢った人々に幸せをもたらしながら、親子や夫婦の愛について様々なことを学んでゆく。

### かえでの行き先
- 第1回 - 上海→仙台→東京→北海道
- 第2回 - 無人島→青森
- 第3回 - 大阪
- 第4回 - 東京
- 第5回 - 九州の温泉地
- 第6回 - 北九州市（福岡県）
- 第7回 - 東京ゆき寝台特急ペガサス11号[注 1]
- 第8回 - 松本市（長野県）
- 第9回 - 新宿ゆき高速バス→徳島
- 第10回 - 静岡
- 第11回 - 東京

かえでが父と別れてから東京に戻るまで6日かかっている。
*静岡で普通列車に乗って父と別れる→新幹線に乗る（架線?河川?事故に巻き込まれる）→バスに乗り換え（のっとり事件に巻き込まれ、人質に。犯人を説得して自首してもらう）　*富士山で遭難しかかる（通りかかった自衛隊に助けられる）→自衛隊のヘリで東京まで送ってもらう途中に災害の知らせが入り、そのまま新潟へ→現場で救助活動をしている途中、瓦礫の下にいた女の子を助ける→女の子は1人ぼっちで父親と小さいころに別れていた。→ほっておけず、思い出の品を届けに一緒に根室に住んでいる父親をたずねる→帰り道、流氷に流される（通りかかった巡視船に助けられる）→救助してくれた人が海に落ち、風邪をひいたので治るまで船内で働くこととなる→船が着いた沖縄で新任の保母に間違われる→幼稚園の取り壊しに来た男たちを追い払う　*群馬の動物園で怪我をしたライオンの子供の看病をする　*いなくなったハトを助けた～新幹線にて東京へ。～
注）「→」がついている箇所はストーリーがつながっている。「*」の箇所は話がつながらないまま、かえでが話している内容に合わせている。
新幹線に乗って、東京駅に着いたのが結婚式の前日となる。

### キーアイテム
かえでの受難の根本的な原因は、最終回で判明する。
結婚式を前に起きた誘拐事件を解決するため、かえでは苦楽を共にしたスーツケースを手放すが（婚約者の身代金を詰めて）、それを手にした誘拐犯グループが日本国内どころか世界中を漂流していたことを報じるニュース番組がラストシーンとして挿入されている。
なお、第3話では、かえでと三隅由里が同型のスーツケースを取り違えたために大阪から帰宅できなくなったというエピソードが登場する。

## キャスト
- 中森かえで〈30〉- 中山美穂

結婚間近で勤めていたキャロット銀行を寿退社。独身最後の旅行に町子とりるを誘い上海旅行を決行する。
帰国直前、置き忘れた婚約指輪を取りに戻り、1人だけ別の便で帰国する羽目になりその後マンションで自宅に入ろうとしたところ、そこから様々なトラブルに巻き込まれてしまう。
- 愛原町子 - 西田尚美

かえでの元同僚。
- 秋葉原りる - 酒井若菜

かえでの元同僚。
- 中森学 - 小泉孝太郎

かえでの弟。
- 浜崎龍之介 - アレキサンダー・マニング

かえでの婚約者。

### ゲスト

#### 第1回
- 一倉武夫 - 梨本謙次郎

サラブレッド牧場の牧場主。
- 一倉節子 - 白木美貴子

武夫の妻。
- 一倉興作 - 山谷初男

武夫の父。
- 剣崎松司 - 高知東生（第3・4回）

#### 第2回
- 二岡圭介 - 古尾谷雅人

居酒屋「二岡」の店主。
- 二岡正太 - 片岡涼

圭介の息子。
- 根本達也 - 中山祐一朗

「二岡」にやってきた客。酔った状態でかえでに絡み出し、あまりのしつこさにかえでが思わず押したはずみで、倒れて頭を打ってしまう。
- トラックの運転手 - 古田新太（第3回）

#### 第3回
- 三隅由里 - 鈴木紗理奈

浪江の娘。
- 宮古浪江 - 林美智子
- 串カツ屋 - 辻本茂雄
- タクシー運転手 - 石田靖
- 警察官 - 桑原和男・安尾信乃助
- ウエディングプランナー - 鈴々木保香
- 他にもこの回では阪神タイガースファン役など吉本興業の芸人が多数出演[注 2]

#### 第4回
- 四谷ナナ - 久保結季

#### 第5回
- 五木周作 - 小松政夫

村長。
- 下田明子 - 山本未來

周作の娘。

#### 第6回
- 六車夢乃丞 - 柏木由紀子

「六車夢乃丞一座」の座長。
- 六車薫丞 - 伊藤歩

夢乃丞の娘。
- 清水玉乃新 - 湯江健幸

旅芸人。
- 飯村武 - 根岸大介

薫丞の彼氏。

#### 第7回
- 七見幸之助 - 山本圭

かえでが乗った夜行列車の乗客。
- 七見冬 - 藤村志保
- 畑野 - 樋渡真司

車掌。席の号車の間違いをかえでに指摘した。
- 長谷川 - 岩松了

酔っ払った乗客。
- 南 - 田口浩正

食堂車のコック。
- 婦人 - 夏川加奈子

変な動物を抱いた乗客。
- 青木 - 菊池均也

旅のセールスマンをしている乗客。
- アケミ - 矢沢心

新婚カップルの乗客。
- サブ - 岸田健作

新婚カップルの乗客。
- 引率の先生 - 皆川猿時

#### 第8回
- 八雲邦子 - 竹井みどり

写真館の店主。
- 八雲博康 - 光石研

邦子の弟。銀行内で立てこもっている。
- 赤城 - 桜庭博道

刑事。博康が立てこもっていることをかえでと邦子に告げる。
- 大貫 - 山田辰夫

刑事。
- 美香子 - 椎名法子

かえでが勤めていた銀行の窓口嬢。
- 美術館館長 - 牟田悌三

#### 第9回
- 九重保 - 佐々木蔵之介

町子が高校時代から付き合っている彼氏。絵の勉強のため海外に留学した。
その後、土産物屋で町子と再開し、そこで町子の部屋にあった絵を描いた本人と判明する。
- 中年の男 - モロ師岡

かえでが高速バスで出会った男性。
- 倉橋 - 郷田ほづみ

ダークスーツに身を包んだ強面の男。町子を「お嬢さん」と話し掛ける。
- 愛原鉄郎 - 麿赤児

町子の父。地元の博徒を束ねる総長をしている。

#### 第10回
- 十条公介 - 吹越満

十条旅館の経営者。
- 中森慎太郎 - 串田和美（最終回）

かえでの父。
- 木村 - 天野浩成

露天商を営んでいる。かえでの父を見たと証言する。
- 天本しのぶ - 深沢敦（最終回)

ウェディングコーディネーター。

#### 最終回
- 刑事 - 河西健司・甲本雅裕

龍之介とりるが誘拐されたことをかえでに告げる。
- 双葉 - 鹿内孝

龍之介が勤めている法律事務所の社長。

## スタッフ
- 脚本 - 君塚良一
- 演出 - 澤田鎌作・羽住英一郎
- プロデュース - 高井一郎
- 音楽 - 武部聡志
- オープニングテーマ - 「Hello, everybody!」day after tomorrow（avex trax）
- 主題歌 - 「My faith」day after tomorrow（avex trax）

- 撮影 - 川田正幸
- 照明 - 米田俊一
- TD - 小菅武
- 映像 - 植木康弘・久米田俊裕

- VTR - 山本米勝
- 音声 - 堀知也
- 編集 - 松尾浩
- ライン編集 - 大方泉

- 編曲 - 矢部公英
- 音響効果 - 北澤亨
- MA - 古跡奈歩
- 技術プロデュース - 佐々木宣明

- 美術プロデュース - 柴田慎一郎
- デザイン - 精木陽次
- 美術進行 - 安藤典和
- 大道具 - 宮本昌和

- 建具 - 阿久津正巳
- 装飾 - 川合富士雄
- 持道具 - 清家正文
- 衣裳 - 高津勝仁

- スタイリスト - 十川ヒロコ
- メイク - 高比良法子・斉藤和子
- 視覚効果 - 江崎公光
- 電飾 - 太田麻由美

- アクリル装飾 - 織田秀幸
- 植木装飾 - 原利安生
- 生花装飾 - 勝野純子
- CG - 小関一智

- 広報 - 谷川有季
- スチール - 青木操生

- スケジュール - 三條広樹
- 演出補 - 近藤一彦
- 記録 - 山田佳子
- 制作担当 - 中山裕隆

- 制作主任 - 福嶋昭二郎・畑山佳津子
- プロデュース補 - 斉藤あや
- 制作・著作 - フジテレビ

## 放送日程
|                                                            | サブタイトル                 | 放送日   | 演出       | 視聴率 |
| ---------------------------------------------------------- | ---------------------------- | -------- | ---------- | ------ |
| 第1話                                                      | 愛と偶然の旅立ち             | 10月07日 | 澤田鎌作   | 16.3%  |
| 第2話                                                      | 無人島からの脱出             | 10月14日 | 澤田鎌作   | 16.0%  |
| 第3話                                                      | たこ焼きとビリケンと母の涙   | 10月21日 | 羽住英一郎 | 15.0%  |
| 第4話                                                      | 懐かしのホームめざして子守唄 | 10月28日 | 羽住英一郎 | 12.4%  |
| 第5話                                                      | 天女伝説の秘湯の村で帰れない | 11月04日 | 澤田鎌作   | 12.6%  |
| 第6話                                                      | 旅の一座に助けられ舞台に立つ | 11月11日 | 羽住英一郎 | 11.2%  |
| 第7話                                                      | 寝台特急ペガサスの眠れない夜 | 11月18日 | 澤田鎌作   | 13.3%  |
| 第8話                                                      | 父の手がかりは立てこもり犯!? | 11月25日 | 羽住英一郎 | 15.0%  |
| 第9話                                                      | 父を賭けて丁か半かの大勝負!  | 12月02日 | 澤田鎌作   | 13.8%  |
| 第10話                                                     | ついに再会!父娘の海に降る雪  | 12月09日 | 羽住英一郎 | 11.8%  |
| 最終話                                                     | 旅の終わりは永遠の別れ       | 12月16日 | 澤田鎌作   | 13.3%  |
| 平均視聴率 13.7%（視聴率は関東地区・ビデオリサーチ社調べ） |                              |          |            |        |